# Aetea sica
Aetea sica är en mossdjursart som först beskrevs av John Nathaniel Couch 1844.  Aetea sica ingår i släktet Aetea och familjen Aeteidae. Arten är reproducerande i Sverige. Inga underarter finns listade i Catalogue of Life.